# Klackenbergia condensata
Klackenbergia condensata là một loài thực vật có hoa trong họ Long đởm. Loài này được (Klack.) Kissling mô tả khoa học đầu tiên năm 2009.